# Heartbeat (roman)
 For alternative betydninger, se Heartbeat. (Se også artikler, som begynder med Heartbeat)
Heartbeat (på dansk: Hjertebanken) er en bog fra 1991, skrevet af Danielle Steel. Den blev udgivet på dansk i 1993, samme år som filmen af samme navn udkom med Polly Draper og John Ritter i hovedrollerne.

## Handling
Hearbeat handler om Adrian og Bill, der tilfældigt møder hinanden i et supermarked. Adrians mand har forladt hende og hun fortæller sent Bill hvorfor. 
| Bog | Spire Denne artikel om bøger og tidsskrifter er en spire som bør udbygges. Du er velkommen til at hjælpe Wikipedia ved at udvide den. |